# Silnice II/634
Silnice II/634 je silnice druhé třídy v okrese České Budějovice, která tvoří doprovodnou komunikaci k silnici I/34 mezi městy České Budějovice, Rudolfov, Lišov a odbočkou na Ledenice. Jedná se o její bývalý úsek. Délka silnice je 18,5 km. 
V červenci 2025 došlo k prodloužení této silnice o více než 10 km, když byl otevřen obchvat silnice I/34 kolem Lišova a Štěpánovic a úsek dosavadní I/34 vedoucí skrz tyto obce byl převeden na II/634.

## Vedení silnice
- České Budějovice
  - napojení na II/603
  - Okružní ulice, kruhová křižovatka s I/34
  - Nové Vráto, křížení s III/0341 (Rudolfovská ulice)
- Vráto
- Rudolfov, křížení s III/1468, III/10577 a III/0342
- odbočka III/10576 směr Hůry
- MÚK Klauda s I/34
- Na Klaudě
- odbočka k Locus perennis
- Lišov, křížení s III/10577, II/146, II/148, III/1468, III/15512
- MÚK Lišov s I/34
- Štěpánovice, křížení s III/14610
- křížení s III/14613 směr Slavošovice

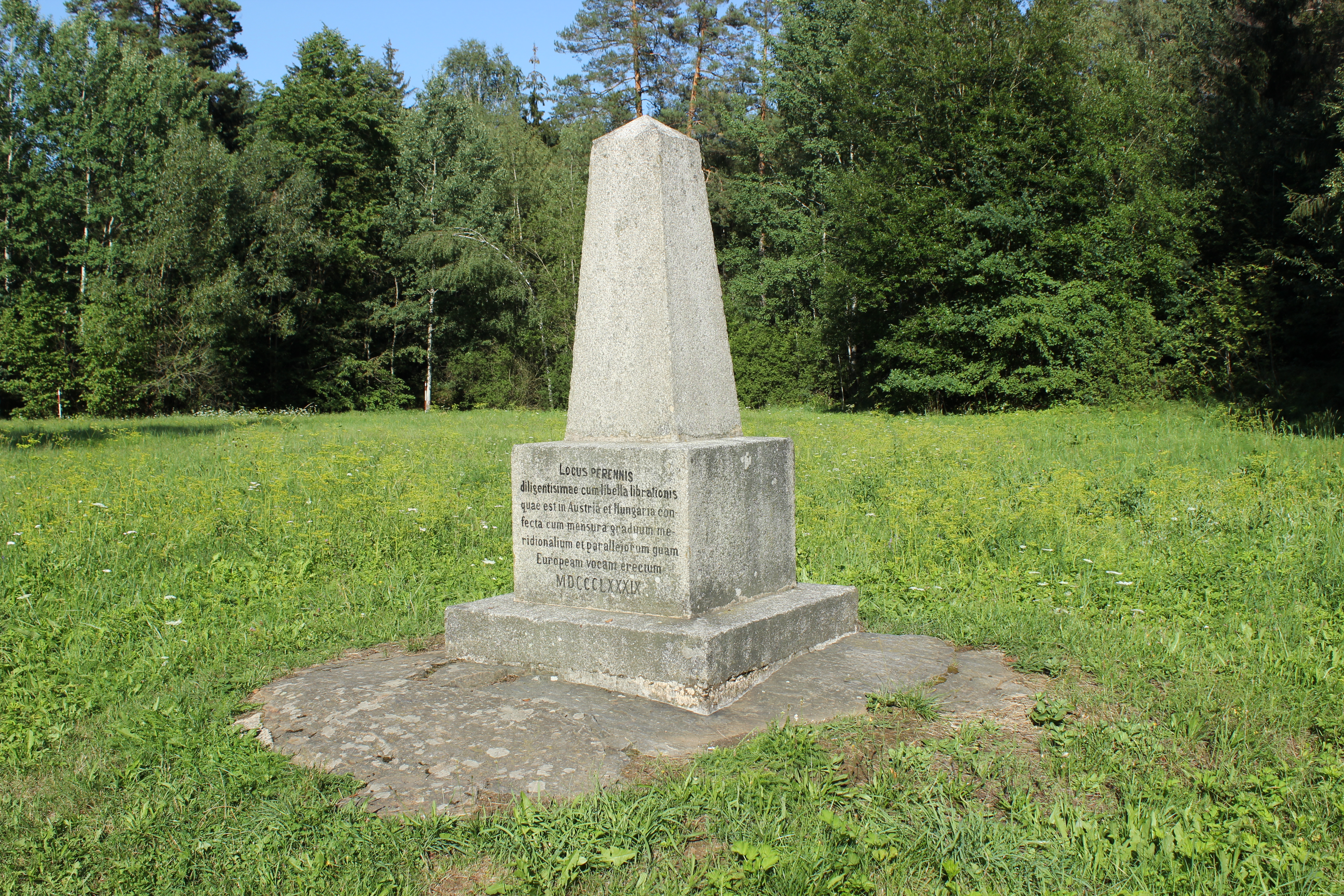
Poblíž silnice II/634 se nachází kulturní památka Locus perennis

- napojení na I/34 u Vranína

## Související silnice III. třídy
- III/0341 České Budějovice (Nové Vráto), křížení s II/634 - Vráto - Dubičné - Třebotovice, křížení s III/14611 a III/14612 (6,390 km)
- III/0342 Rudolfov, křížení s II/634 - Jivno (1,758 km)